# Korintski zaljev
Korintski zaljev (grčki: Κορινθιακός Κόλπος) je dio istočnog Jonskog mora u Grčkoj. Zaljev je dobio ime po najvećoj i povijesno najzačajnijoj luci i gradu u zaljevu - Korintu. 

## Zemljopisne odlike
Sa zapada Korintski zaljev je preko tjesnaca Rio povezan s Patraskim zaljevom. S istoka zaljev završava kod drevnog grada Korinta, danas je tu i ulaz u Korintski kanal. Područje Korintskog zaljeva kao i cijela Grčka je jedno od najtrusnijih područja u cijeloj Europi.
Zaljev je dugačak oko 130 km i širok od 8 do 32 km, najveće dubina od 935 m. Sjeverna obala zaljeva je strma i nepristupačna, nasuprot tome-  južna obala Peloponez je puno blaža i razvredenija. Korintski zaljev je danas premošćen na svom najužem dijelu kod prevlake Rio novim mostom Rio-Antirio, jednim od najvećih mostova u Europe.
U zaljevu ima puno naselja, između ostalog tu su; Korint (na krajnjem istoku zaljeva), pa Nafpakos i Itea (na sjevernoj obali), te Kijato i Egion (na južnoj. obali zaljeva). 
Na obale Korintskog zaljeva izlaze sljedeće grčke prefekture (okruzi):
- Etolija-Akarnija na sjeverozapadu
- Fokida na sjeveru
- Beocija na sjeveroistoku
- Zapadna Atika na istoku
- Korint na jugu
- Ahaja na jugozapadu

## Zaljev u povijesti
Korintski zaljev se u srednjem vijeku zvao Lepantski zaljev, po gradu Lepantu,  današnjem gradu Nafpakos. U ovom zaljevu odigrala se je velika;
- Bitka kod Lepanta - 1571. g.